# Belfort van Duinkerke (Sint-Elooiskerk)
Het Belfort van Duinkerke is de voormalige klokkentoren van de Sint-Elooiskerk in Duinkerke.
Deze 58 meter hoge toren werd midden 15e eeuw gebouwd en werd in 1782 van de kerk gescheiden. Aldus werd het een gemeentelijke klokkentoren met een beiaard met 48 klokken die altijd in gebruik zijn, waaronder de "Jean Bart", een bourdon (diepst klinkende klok) die niet minder dan 7 ton weegt.
Het belfort maakt deel uit van de werelderfgoedinschrijving Belforten in België en Frankrijk.

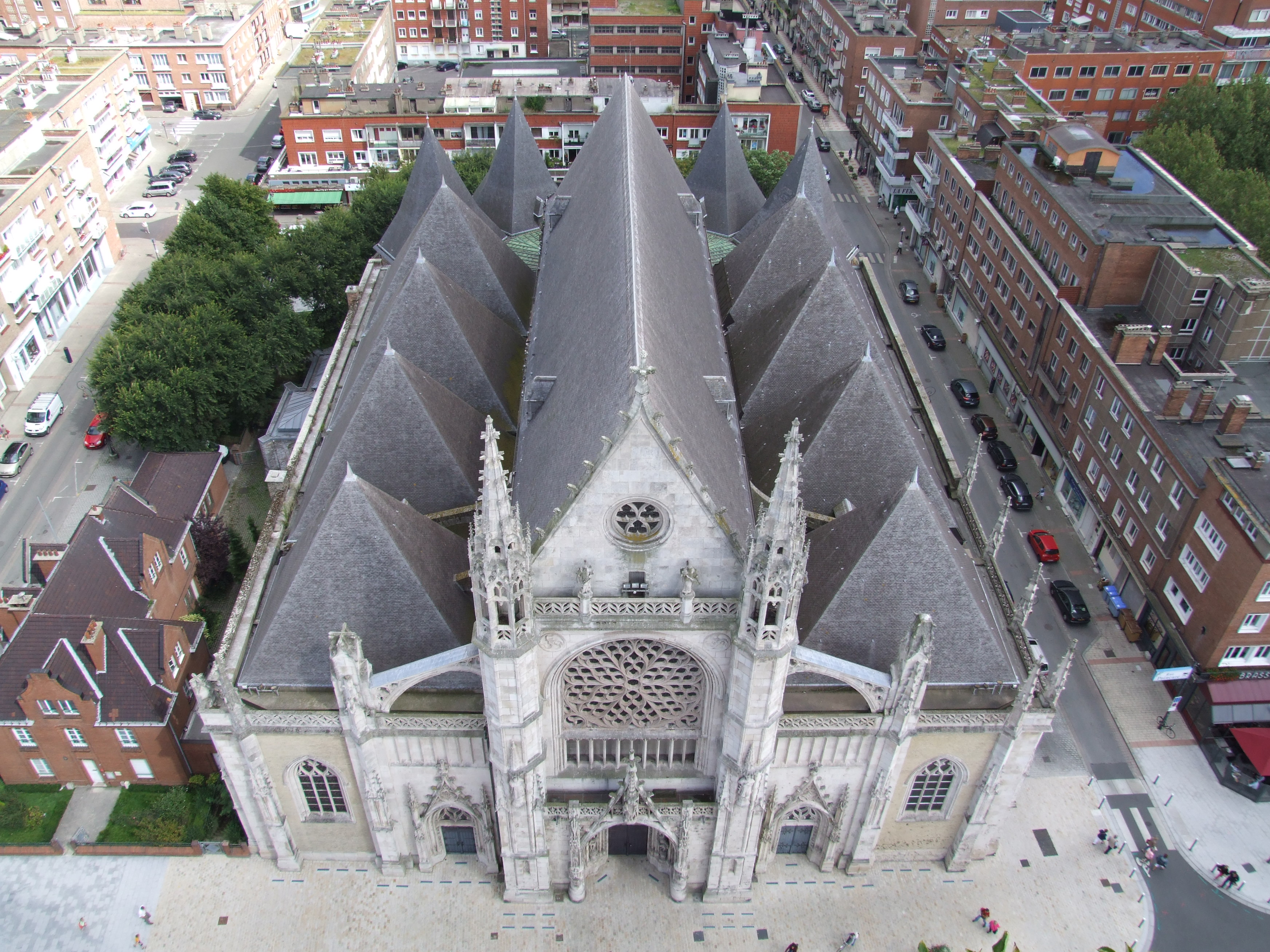
Uitzicht op de Sint-Elooiskerk vanaf het Belfort van Duinkerke